# Burnie
Burnie – miasto portowe w Australii, w północno-zachodniej części Tasmanii, założone w 1827 roku pod nazwą Emu Bay. Zamieszkane przez 19 692 mieszkańców (dane z 30 czerwca 2007).

## Gospodarka
W mieście rozwinął się przemysł papierniczy, drzewny, chemiczny oraz spożywczy.

## Transport
Port lotniczy Burnie położony w Wynyard, około 20 minut jazdy od Burnie.
Autostrada Bass łączy miasta z Devonport, natomiast dojazd na zachodnie wybrzeże Tasmanii umożliwia autostrada Murchison.
Przedsiębiorstwo transportowe Metro Tasmania zapewnia połączenia autobusowe wokół miasta oraz na przedmieściach.

## Klimat
Średnia temperatura w lecie waha się od 12,5 do 21 °C z maksymalną temperaturą sięgająca 30 °C; średnie dzienne nasłonecznienie wynosi 16 godzin. Zimą temperatura waha się od 6 do 13 °C, ze średnim dziennym nasłonecznieniem wynoszącym 8 godzin. Wilgotność względna wynosi 60%.
| Miesiąc                                 | Sty  | Lut  | Mar  | Kwi  | Maj  | Cze   | Lip   | Sie   | Wrz  | Paź  | Lis  | Gru  | Roczna |
| --------------------------------------- | ---- | ---- | ---- | ---- | ---- | ----- | ----- | ----- | ---- | ---- | ---- | ---- | ------ |
| Średnie temperatury w dzień [°C]        | 21.0 | 21.2 | 20.0 | 17.7 | 15.3 | 13.4  | 12.7  | 13.1  | 14.3 | 15.9 | 17.7 | 19.4 | 16,8   |
| Średnie temperatury w nocy [°C]         | 12.6 | 13.2 | 12.0 | 9.9  | 8.3  | 6.7   | 5.9   | 6.1   | 6.8  | 8.0  | 9.6  | 11.1 | 9,2    |
| Opady [mm]                              | 43.2 | 45.5 | 49.5 | 74.8 | 94.9 | 103.6 | 125.2 | 110.5 | 87.4 | 87.5 | 68.0 | 65.1 | 956,2  |
| Źródło: Bureau of Meteorology 1944–2008 |      |      |      |      |      |       |       |       |      |      |      |      |        |

## Sport
W mieście rozgrywane są międzynarodowe turnieje tenisowe, Burnie International. Turnieje męskie (od 2003 roku) zaliczane są do rozgrywek ATP Challenger Tour, natomiast kobiece (od roku 2009) do rozgrywek rangi ITF.